# Ozarba hemiplaca
Ozarba hemiplaca är en fjärilsart som beskrevs av Edward Meyrick 1902. Ozarba hemiplaca ingår i släktet Ozarba och familjen nattflyn. Inga underarter finns listade i Catalogue of Life.